# 三山街
三山街为中国江苏省南京市地名，明清至民初原是今中华路（南北向）中段，从建康路到瞻园路一段的街名，因对三山门（水西门），以及李白用“三山半落青天外，二水中分白鹭洲”的诗句而得名。
明清时期，三山街为南京闹市中心，以南属江宁县，以北属上元县。此处也是行刑地点。清顺治十八年（1661年）七月十三日，作家金圣叹因哭庙案在这里被斩首。。
1930年代中华路、建康路、升州路拓宽为现代马路后，演变为这一十字路口一带的泛称。由于这一带为历史悠久的繁华商业区，这一地名知名度甚高。
三山街以东是建康路，以西是升州路。公共汽电车和地铁车站均使用这一地名。在此设站的有南北向的南京地铁三山街站、2路、16路、33路和东西向的4路公交车。
附近有教敷巷和教敷营。